# Wevershoek
Wevershoek is een buurtschap in de gemeente Ridderkerk en deels in de gemeente Barendrecht, in de Nederlandse provincie Zuid-Holland. Het ligt in het zuiden van de gemeente in de polder Oud-Reijerwaard tussen Zwaantje en Barendrecht.

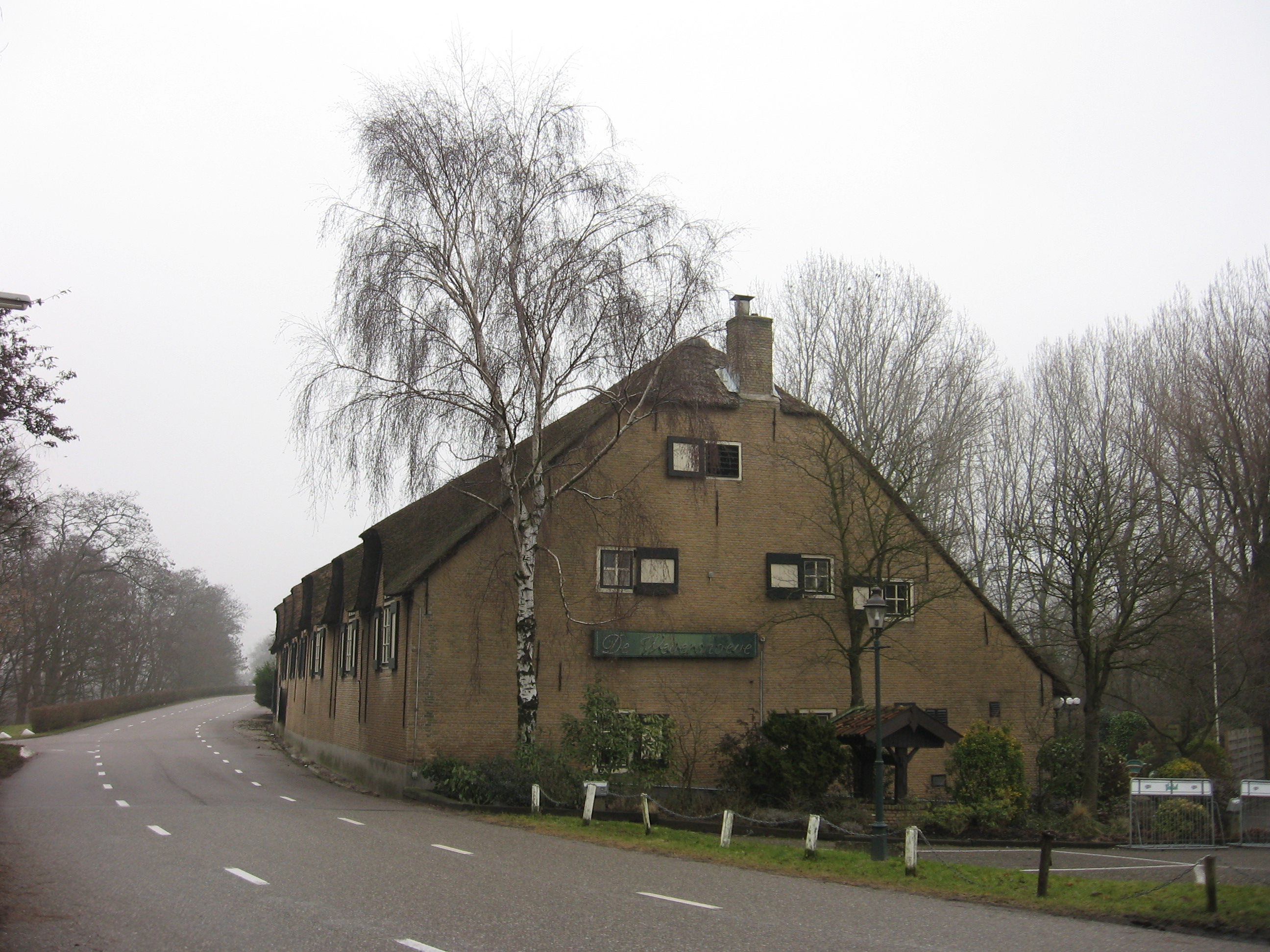
Restaurant/partycentrum en rijksmonument 'De Wevershoeve' aan de Noldijk

Bolnes · Oostendam · Oude-Molen · Ridderkerk · Rijsoord · Slikkerveer · Strevelshoek · Wevershoek · Zwaantje · Zwet

Zuid-Holland: Steden en dorpen    Nederland: Provincies · Gemeenten